# Luebo
Luebo – miasto w Demokratycznej Republice Konga, stolica prowincji Kasai.